# Стопно (Шкоцян)
Стопно (словен. Stopno) — поселення в общині Шкоцян, регіон Південно-Східна Словенія, Словенія.